# Сефолоша, Табо
Табо Патрик Сефолоша (фр. Thabo Patrick Sefolosha; род. 2 мая 1984 года в Веве, Швейцария) — швейцарский профессиональный баскетболист, выступающий за швейцарский клуб «Веве Ривьера», игрок сборной Швейцарии. В 2006 году стал первым швейцарским баскетболистом, выбранным на драфте НБА. В 2013 году был назван лучшим швейцарским баскетболистом всех времен (по версии газеты «Freiburger Nachrichten»).

## Карьера в Европе
Сефолоша занимался баскетболом в клубе «Блоне», привлекался в юниорскую сборную Швейцарии, а в 17 лет подписал свой первый профессиональный контракт с клубом высшей лиги чемпионата Швейцарии — «Веве Ривьера». Во время поездки его команды во Францию, его талант заметил французский скаут и предложил играть за «Элан Шалон» в высшей лиге Франции.
Сефолоша провёл свой первый сезон в Шалон-сюр-Сон, играя за молодежную команду в возрасте до 21 года, которая путешествовала вместе со старшим клубом. На следующий сезон (2002-03), он зарабатывает место в составе основной команды, где он сыграл 30 игр и набирал в них 4 очка, 3,5 подборов и 1 передачу за игру.
В следующем сезоне Табо зарабатывает место в старте основной команды, которой он помог финишировать на третьем месте во французской лиге, где его команда добралась до полуфинала плей-офф. В течение сезона он в среднем набирал 9.4 очков, 7 подборов и 1 перехват за игру.
До начала следующего сезона агент Сефолоши и президент команды не смогли достичь соглашения по новому контракту, поэтому он подписал контракт с итальянской командой «Анжелико Бьелла». «Прошлым летом у меня был шанс повторно провести переговоры по контракту с моим клубом. Мы должны были прийти к соглашению, но когда мой агент и президент начали переговоры, они не смогли договориться о контракте. Они хотели, чтобы я остался, но в то же время у меня было это предложение из Италии. Вот тогда я и решил, что лучше для моей карьеры было бы играть в Бьелла. Да, было немного хлопотно, но в конце концов все в порядке».
26 января 2023 года появилась новость, что несмотря на то, что Сефолоша объявил о своем уходе из профессионального баскетбола почти два года назад, он заключил соглашение со швейцарской командой «Веве Ривьера Баскет», вернувшись в клуб, где он впервые играл на профессиональном уровне.

## Карьера в НБА

### Чикаго Буллз (2006—2009)
Сефолоша был выбран под 13-м номером на драфте НБА 2006 года командой «Филадельфия-76» и тут же был обменян в «Чикаго Буллз» на 16-й выбор драфта (Родни Карни), плюс доплата.
Бывший главный тренер «Быков» Скотт Скайлз привёл размах рук Сефолоши и прошлый опыт профессиональной карьеры в качестве причин, почему Чикаго были заинтересованы в нём. «Табо имеет великолепные физические данные, которые, честно говоря, у многих парней в лиге просто нет. У него большая длина корпуса и он имеет очень быстрые руки, он захватывает ваше внимание всякий раз, когда вы наблюдаете, как он играет. Легко заметить, что он знает, что делает там. Можно сказать, что он любит играть и в обороне. Он стремится, чтобы у него всё получилось.»

### Оклахома-Сити Тандер (2009—2014)
19 февраля 2009 года, Табо был обменян «Буллз» в «Оклахома-Сити Тандер» за выбор в первом раунде на драфте НБА 2009 года, в котором Чикаго выберет Таджа Гибсона. В сезоне 2009/2010 Сефолоша был выбран во вторую сборную всех звёзд защиты НБА.

### Атланта Хокс (2014—2017)
3 июля 2014 года Сефолоша подписал трёхлетний контракт с «Атланта» на 12 миллионов долларов.

### Юта Джаз (2017—2019)
13 июля 2017 года заключил контракт с клубом «Юта Джаз». 3 апреля 2018 года был заподозрен в употреблении наркотиков и пропустил пять игр. Провёл два сезона за «Юту», набирая 5,7 очка и 3,2 подбора в среднем за матч.

### Хьюстон Рокетс (2019—2020)
20 сентября 2019 года подписал контракт с «Хьюстон Рокетс». Сефолоша принял участие в 41 матче регулярного чемпионата, набирая 2,2 очка за 10 минут на площадке, но решил не участвовать в рестарте сезона-2019/20 после пандемии коронавируса.
1 апреля 2021 года принял решение о завершении карьеры баскетболиста.

## Международная карьера
Табо играл за молодёжную сборную Швейцарии в квалификации на чемпионат Европы 2004 года, в 2003 году дебютировал и за взрослую сборную, принимал участие в финальном раунде квалификации на чемпионат Европы 2003 года. В дальнейшем Сефолоша играл в матчах второго дивизиона чемпионата Европы (2005, 2007, 2009, 2011).

## Личная жизнь
Сефолоша жил в пяти разных странах и говорит на трёх языках (итальянском, французском и на английском). Он родился в Веве, Швейцария, его мать швейцарка, а отец южноафриканец.
8 апреля 2015 года Сефолоша и его одноклубник Перо Антич были задержаны рядом с одним из ночных клубов Нью-Йорка за спор с полицией после того, как на игрока «Индианы Пэйсерс» Криса Коупленда было совершено вооруженное нападение. Во время задержания полицейские травмировали игроку лодыжку и тот был вынужден пропустить игры плей-офф.

## Статистика

### Статистика в НБА
| Сезон                                                                                    | Команда       | Регулярный сезон | Регулярный сезон | Регулярный сезон | Регулярный сезон | Регулярный сезон | Регулярный сезон | Регулярный сезон | Регулярный сезон | Регулярный сезон | Регулярный сезон | Регулярный сезон | Серия плей-офф | Серия плей-офф | Серия плей-офф | Серия плей-офф | Серия плей-офф | Серия плей-офф | Серия плей-офф | Серия плей-офф | Серия плей-офф | Серия плей-офф | Серия плей-офф |
| Сезон                                                                                    | Команда       | GP               | GS               | MPG              | FG%              | 3P%              | FT%              | RPG              | APG              | SPG              | BPG              | PPG              | GP             | GS             | MPG            | FG%            | 3P%            | FT%            | RPG            | APG            | SPG            | BPG            | PPG            |
| ---------------------------------------------------------------------------------------- | ------------- | ---------------- | ---------------- | ---------------- | ---------------- | ---------------- | ---------------- | ---------------- | ---------------- | ---------------- | ---------------- | ---------------- | -------------- | -------------- | -------------- | -------------- | -------------- | -------------- | -------------- | -------------- | -------------- | -------------- | -------------- |
| 2006/07                                                                                  | Чикаго        | 71               | 4                | 12,2             | 42,6             | 35,7             | 51,1             | 2,2              | 0,8              | 0,5              | 0,2              | 3,6              | 9              | 0              | 11,0           | 38,5           | 37,5           | 58,3           | 1,9            | 0,8            | 0,2            | 0,0            | 3,3            |
| 2007/08                                                                                  | Чикаго        | 69               | 22               | 20,8             | 42,8             | 33,0             | 72,1             | 3,7              | 1,9              | 0,9              | 0,4              | 6,7              | Не участвовал  | Не участвовал  | Не участвовал  | Не участвовал  | Не участвовал  | Не участвовал  | Не участвовал  | Не участвовал  | Не участвовал  | Не участвовал  | Не участвовал  |
| 2008/09                                                                                  | Чикаго        | 43               | 14               | 17,1             | 43,4             | 30,0             | 84,0             | 2,9              | 1,5              | 0,8              | 0,4              | 4,5              | Не участвовал  | Не участвовал  | Не участвовал  | Не участвовал  | Не участвовал  | Не участвовал  | Не участвовал  | Не участвовал  | Не участвовал  | Не участвовал  | Не участвовал  |
| 2008/09                                                                                  | Оклахома-Сити | 23               | 22               | 31,2             | 41,7             | 24,3             | 83,3             | 5,2              | 2,0              | 1,7              | 1,1              | 8,5              | Не участвовал  | Не участвовал  | Не участвовал  | Не участвовал  | Не участвовал  | Не участвовал  | Не участвовал  | Не участвовал  | Не участвовал  | Не участвовал  | Не участвовал  |
| 2009/10                                                                                  | Оклахома-Сити | 82               | 82               | 28,6             | 44,0             | 31,3             | 67,4             | 4,7              | 1,8              | 1,2              | 0,6              | 6,0              | 6              | 6              | 21,2           | 29,6           | 23,1           | 88,9           | 3,0            | 1,2            | 0,8            | 1,0            | 4,5            |
| 2010/11                                                                                  | Оклахома-Сити | 79               | 79               | 25,9             | 47,1             | 27,5             | 74,7             | 4,4              | 1,4              | 1,2              | 0,5              | 5,1              | 17             | 17             | 20,3           | 46,3           | 15,4           | 100,0          | 3,1            | 0,7            | 0,9            | 0,3            | 4,6            |
| 2011/12                                                                                  | Оклахома-Сити | 42               | 42               | 21,8             | 43,2             | 43,7             | 88,4             | 3,0              | 1,1              | 0,9              | 0,4              | 4,8              | 20             | 20             | 22,3           | 40,2           | 32,7           | 88,9           | 2,7            | 1,3            | 1,5            | 0,5            | 5,3            |
| 2012/13                                                                                  | Оклахома-Сити | 81               | 81               | 27,5             | 48,1             | 41,9             | 82,6             | 3,9              | 1,5              | 1,3              | 0,5              | 7,6              | 11             | 11             | 27,3           | 34,4           | 31,6           | 81,8           | 4,5            | 2,1            | 1,1            | 0,5            | 5,7            |
| 2013/14                                                                                  | Оклахома-Сити | 61               | 61               | 26,0             | 41,5             | 31,6             | 76,8             | 3,6              | 1,5              | 1,3              | 0,3              | 6,3              | 15             | 13             | 15,7           | 41,8           | 26,1           | 80,0           | 2,1            | 0,7            | 0,7            | 0,0            | 3,7            |
| 2014/15                                                                                  | Атланта       | 52               | 7                | 18,8             | 41,8             | 32,1             | 77,6             | 4,3              | 1,4              | 1,0              | 0,4              | 5,3              | Не участвовал  | Не участвовал  | Не участвовал  | Не участвовал  | Не участвовал  | Не участвовал  | Не участвовал  | Не участвовал  | Не участвовал  | Не участвовал  | Не участвовал  |
| 2015/16                                                                                  | Атланта       | 75               | 11               | 23,4             | 50,5             | 33,9             | 62,6             | 4,5              | 1,4              | 1,1              | 0,5              | 6,4              | 10             | 2              | 20,3           | 47,8           | 36,8           | 53,3           | 4,1            | 1,7            | 1,0            | 0,6            | 5,9            |
| 2016/17                                                                                  | Атланта       | 62               | 42               | 25,7             | 44,1             | 34,2             | 73,3             | 4,4              | 1,7              | 1,5              | 0,5              | 7,2              | 4              | 0              | 2,2            | 0,0            | -              | 25,0           | 0,0            | 0,0            | 0,0            | 0,0            | 0,3            |
| 2017/18                                                                                  | Юта           | 38               | 6                | 21,2             | 49,2             | 38,1             | 81,5             | 4,2              | 0,9              | 1,4              | 0,3              | 8,2              | Не участвовал  | Не участвовал  | Не участвовал  | Не участвовал  | Не участвовал  | Не участвовал  | Не участвовал  | Не участвовал  | Не участвовал  | Не участвовал  | Не участвовал  |
| 2018/19                                                                                  | Юта           | 50               | 2                | 12,2             | 47,7             | 43,6             | 63,6             | 2,5              | 0,5              | 0,9              | 0,1              | 3,8              | 4              | 0              | 10,5           | 14,3           | 12,5           | -              | 2,0            | 0,5            | 0,0            | 0,0            | 1,3            |
| 2019/20                                                                                  | Хьюстон       | 41               | 0                | 10,6             | 40,7             | 27,8             | 37,5             | 2,3              | 0,6              | 0,6              | 0,3              | 2,2              | Не участвовал  | Не участвовал  | Не участвовал  | Не участвовал  | Не участвовал  | Не участвовал  | Не участвовал  | Не участвовал  | Не участвовал  | Не участвовал  | Не участвовал  |
|                                                                                          | Всего         | 869              | 475              | 21,9             | 44,9             | 34,9             | 73,2             | 3,7              | 1,4              | 1,1              | 0,4              | 5,7              | 96             | 69             | 18,8           | 39,6           | 28,3           | 74,4           | 2,8            | 1,1            | 0,9            | 0,3            | 4,4            |
| Наведите курсор мыши на аббревиатуры в заголовке таблицы, чтобы прочесть их расшифровку. |               |                  |                  |                  |                  |                  |                  |                  |                  |                  |                  |                  |                |                |                |                |                |                |                |                |                |                |                |

### Статистика в других лигах
| Сезон | Команда        | Лига                | GP  | GS | MPG  | FG%  | 3P%  | FT%  | RPG | APG | SPG | BPG | PFL | TOV | PPG  |
| --- | -------------- | ------------------- | --- | -- | ---- | ---- | ---- | ---- | --- | --- | --- | --- | --- | --- | ---- |
| 2002/03 | Элан Шалон     | Кубок Европы        | 3   | 0  | 6,3  | 50,0 | 0,0  | 60,0 | 1,7 | 0,3 | 0,3 | 0,0 | 0,7 | 0,0 | 1,7  |
| 2004/05 | Все клубы      | Все лиги            | 45  | 43 | 30,7 | 51,1 | 32,1 | 68,8 | 7,1 | 2,4 | 1,9 | 1,1 | 2,8 | 1,8 | 10,1 |
| 2004/05 | Элан Шалон     | Чемпионат Франции   | 35  | 33 | 31,0 | 51,2 | 32,8 | 69,6 | 6,9 | 2,5 | 1,7 | 1,0 | 2,8 | 1,6 | 10,0 |
| 2004/05 | Элан Шалон     | Кубок Европы        | 10  | 10 | 29,4 | 50,7 | 29,4 | 66,7 | 7,7 | 1,9 | 2,5 | 1,5 | 2,8 | 2,3 | 10,3 |
| 2005/06 | Бьелла         | Чемпионат Италии    | 34  | 31 | 30,2 | 47,5 | 38,2 | 64,6 | 7,0 | 2,4 | 1,9 | 0,5 | 3,0 | 2,6 | 11,6 |
| 2011/12 | Фенербахче     | Евролига            | 7   | 6  | 26,9 | 52,9 | 35,3 | 63,3 | 6,0 | 0,9 | 2,1 | 0,4 | 3,0 | 1,7 | 11,4 |
| 2022/23 | Веве Ривьера   | Чемпионат Швейцарии | 13  | 10 | 27,5 | 40,7 | 28,3 | 75,7 | 6,1 | 2,4 | 1,8 | 0,5 | 2,5 | 2,4 | 12,4 |
| Всего | Всего          | Всего               | 102 | 90 | 29,1 | 48,3 | 33,8 | 68,5 | 6,7 | 2,2 | 1,9 | 0,8 | 2,8 | 2,1 | 10,7 |
| В Кубке Европы | В Кубке Европы | В Кубке Европы      | 13  | 10 | 24,1 | 50,6 | 27,8 | 65,8 | 6,3 | 1,5 | 2,0 | 1,2 | 2,3 | 1,8 | 8,3  |
| Наведите курсор мыши на аббревиатуры в заголовке таблицы, чтобы прочесть их расшифровку Статистика приведена с сайта basketball.realgm.com |                |                     |     |    |      |      |      |      |     |     |     |     |     |     |      |